# Rheta Childe Dorr

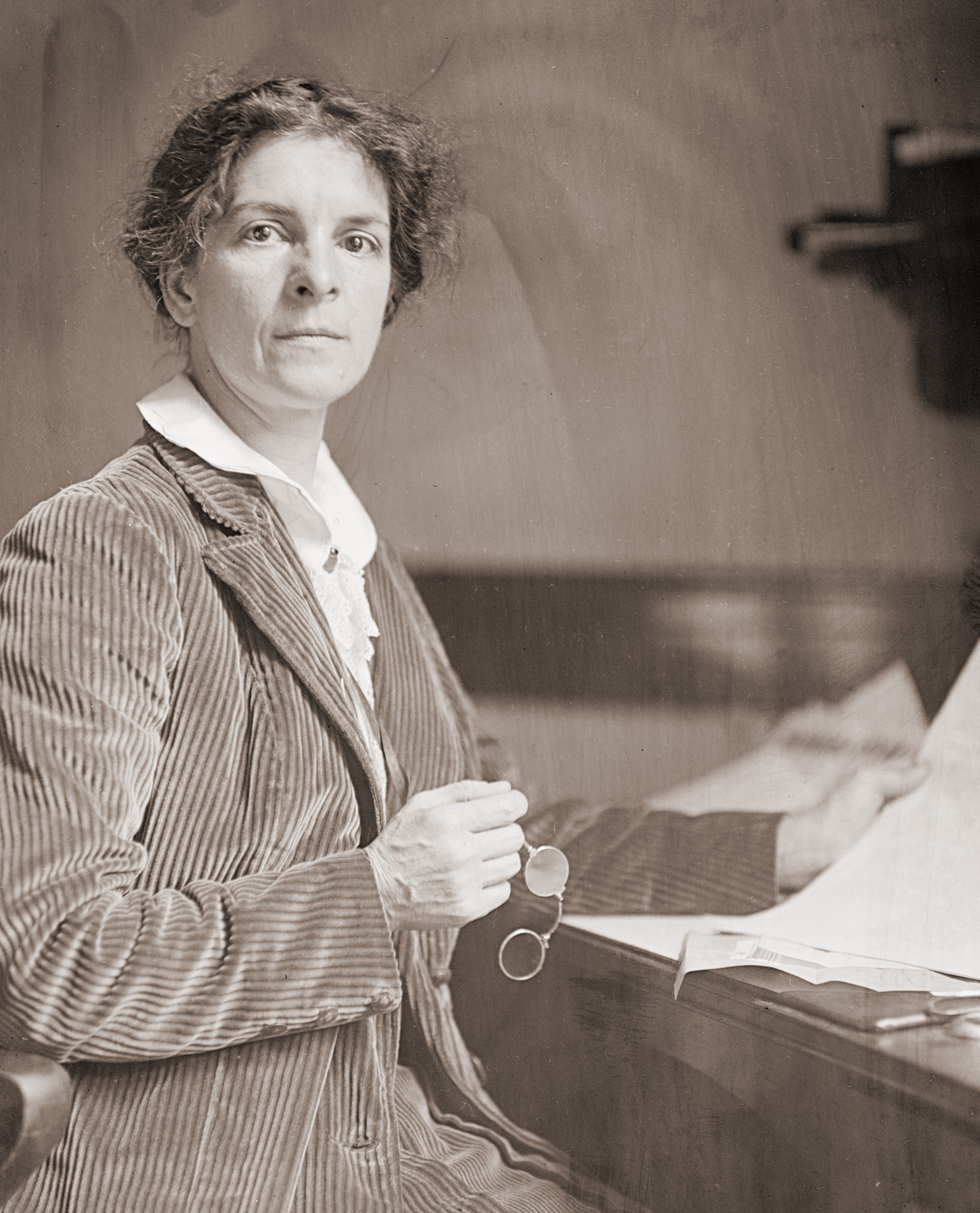
Rheta Childe Dorr (1913)

Rheta Childe Dorr (* 2. November 1866 in Omaha, Nebraska, als Reta Louise Childe; † 8. August 1948 in New Britain, Pennsylvania) war eine US-amerikanische Journalistin und Suffragette. Als Muckraker deckte sie in der Progressive Era investigativ unter anderem die schlechten Arbeitsbedingungen von Frauen der Unterklasse auf. Sie schrieb für verschiedene Zeitungen und verfasste mehrere Bücher, darunter eine Reportage über die Russische Revolution, eine Biografie über Susan B. Anthony und eine Autobiografie. Zeitlebens engagierte sie sich in prominenter Funktion auch für die Suffragettenbewegung und fungierte ab 1913 als erste Chefredakteurin des Magazines The Suffragist.

## Leben

### Frühes Leben
Reta Louise Childe wurde 1866 in Omaha im Bundesstaat Nebraska als Tochter von Dr. Edward Payson Childe und dessen Frau Lucy (geb. Mitchell) geboren. Erst später nahm sie die Schreibweise Rheta als ihren Vornamen an. Auf Wunsch ihres Vaters nahm sie Unterricht an der University of Nebraska. Schon damals zweifelte sie an den gesellschaftlichen Rollenvorstellungen für die Frau, inspiriert durch das Konventionen in Frage stellende Theaterstück Nora oder Ein Puppenheim von Henrik Ibsen. 1885 verließ sie die Universität und arbeitete zunächst als Postbeamtin, ehe sie 1890 nach New York City zog, wo sie ein Studium an der Art Students League of New York aufnahm. 1892 heiratete sie den Unternehmer John Pixley Dorr (1853–1916), mit dem sie zunächst nach Nebraska und dann nach Seattle zog. Aus der Ehe ging der Sohn Julian Childe Dorr (1896–1936) hervor.
In Seattle betätigte sie sich als Korrespondentin der New York Sun und verfasste unter anderem Reportagen über die Goldsucher des Klondike-Goldrauschs und die indigenen Völker Alaskas. Aus der letzten Recherche entstand ihr erstes Buch, The Thlinklets of Southeastern Alaska (1896), das sie zusammen mit Frances Knapp verfasste. Ihre Berufstätigkeit brach nicht nur mit damaligen Rollenkonventionen, sondern stieß auch bei ihrem Ehemann auf Unverständnis und Verärgerung. Aus diesem Grund verließ Rheta Dorr ihn 1898 und zog mit ihrem Sohn als alleinerziehende Mutter wieder nach New York City.

### Aufstieg als Journalistin undMuckraker
Zunächst arbeitete Dorr als freiberufliche Journalistin, ehe sie 1900 als Journalistin die Pressefotografie während Theodore Roosevelts Rede auf dem Parteitag der Republikaner organisierte, in der Roosevelt seine Nominierung als Vizepräsidentschaftskandidat von William McKinley für die bevorstehende Präsidentschaftswahl annahm. Um diese Zeit wurden ihre Artikel immer gefragter. 1902 wurde sie festangestellte Reporterin der New York Evening Post, wo die Herausgeber sie primär für „Frauenthemen“ wie Mode- und Haushaltsfragen einsetzten. Allerdings wurde sie auch zuständig für die Kolumne Women and Work, die sich nach Wunsch der Herausgeber mit gesellschaftlichen und beruflichen Aktivitäten US-amerikanischer Frauen beschäftigen sollte. So kam Dorr in Kontakt mit Anführerinnen verschiedener Reformbewegungen, darunter mit der Suffragettenbewegung um Carrie Chapman Catt und Anna Howard Shaw und der National Consumers League um Florence Kelley und Maud Nathan. Im Rahmen der Kolumne wurde sie auch auf die schlechten Arbeitsbedingungen von armen New Yorker Frauen aufmerksam, unter anderem in den Fabriken an der Lower East Side. Die ungeregelte Industrialisierung des Gilded Age hatte um die Jahrhundertwende zwar zu einem enormen Wirtschaftswachstum, aber auch zu großer sozialer Ungleichheit geführt.
Auch wenn besonders ihre Kolumne Women and Work von der Leserschaft begeistert aufgenommen wurde, wurde sie von der New York Evening Post schlecht bezahlt; Aufstiegschancen bekam sie nicht. Aus diesem Grund reiste sie 1906 als freiberufliche Korrespondentin nach Europa, wo sie unter anderem für Harper’s Weekly und den Boston Evening Transcript schrieb. Unter anderem verfasste sie Reportagen zur revolutionären Bewegung in Russland, zur dritten Konferenz der International Woman Suffrage Alliance in Kopenhagen und zur aufkeimenden Suffragettenbewegung in England. Auch über die Krönung des norwegischen Monarchen Haakon VII. berichtete sie. Nach ihrer Rückkehr in die Vereinigten Staaten begann sie, für John Wanamakers Everybody’s Magazine investigativ weiter über die Arbeitsbedingungen von Frauen in der Industrie zu recherchieren. Dazu arbeitete sie über ein Jahr lang verdeckt unter anderem als Verkäuferin und in verschiedenen Fabriken besonders der Textilindustrie. Die daraus hervorgehenden Artikel musste sie unter Mitarbeit des Journalisten William Hard schreiben, der Dorrs Ideen weitgehend ignorierte und versuchte, die Artikel nur unter seinem Namen zu veröffentlichen.
Aus dieser Enttäuschung heraus suchte Dorr nach Möglichkeiten, ihre Recherchen nach ihren eigenen Vorstellungen verarbeiten zu können. Tatsächlich wurde sie wenig später von Benjamin B. Hampton für sein Magazin Hampton’s Magazine angeworben, wo sie ohne redaktionelle Vorgaben Artikel über die Ergebnisse ihrer Recherchen verfassen konnte. Ihre Recherchen zu den schlechten Arbeitsbedingungen von Frauen flossen 1910 auch in ihr Buch What Eight Million Women Want ein, das sich ausführlich mit der gesellschaftlichen Rolle arbeitender Frauen auseinandersetzte und einen besonderen Fokus auf Frauenorganisationen legte. Mit ihren investigativen Recherchen zu den schlechten Arbeitsbedingungen von Frauen zählte Dorr mittlerweile zu den sogenannten Muckrakers (englisch für Schmutzaufwühler), investigativen Journalisten, die während der Progressive Era soziale Missstände anprangerten und damit politische Reformen anregten.

### Suffragette und Republikanerin
Neben ihrer journalistischen Arbeit hatte sich Rheta Dorr schon jahrelang politisch engagiert, vor allem in der Suffragettenbewegung. Seit sie im Alter von zwölf Jahren in Nebraska einem Vortrag von Susan B. Anthony und Elizabeth Cady Stanton beigewohnt hatte, war sie Mitglied der Suffragettenbewegung. Ihre journalistische Arbeit hat sie später zu sozialistischen Positionen veranlasst. Außer für das Frauenwahlrecht setzte sie sich unter anderem für den Mindestlohn, den Acht-Stunden-Tag, öffentliche Spielplätze und Kindergärten ein. Eine von ihr geführte Kampagne gegen die schlechten Arbeitsbedingungen in der Industrie beschäftigter Frauen für die General Federation of Women’s Clubs führte zu einer staatlichen Untersuchung über deren soziale und ökonomische Lage.
Ab 1912 unternahm sie von New York aus regelmäßig Reisen. In England schrieb sie Emmeline Pankhursts Autobiografie My Own Way (1914) nieder, in Amerika war sie erste Chefredakteurin des 1913 gegründeten Magazines The Suffragist, das zu einem federführenden Organ für die US-amerikanische Suffragettenbewegung wurde. Nicht umsonst bezeichnete die New York Times sie zu dieser Zeit als „eine der führenden Feministinnen des Landes“. 1916 unterstützte sie die Präsidentschaftskampagne des Republikaners Charles Evans Hughes, von dem sie sich die schnellere Einführung des Frauenwahlrechts über einen 19. Zusatzartikel zur Verfassung der Vereinigten Staaten erhoffte. Im Zuge dieser Kampagne wurde sie Mitglied der Republikanischen Partei und machte in den 1920ern unter anderem Wahlkampf für die Präsidentschaftsbewerber Warren G. Harding und Calvin Coolidge.

### Europareisen in den 1910ern und 1920ern
Ihre journalistische Karriere setzte sie 1915 bei Edward Rumelys New York Evening Mail fort, wo sie besonders mit Artikeln in Erscheinung trat, in denen sie den Bürgermeisterkandidaten John Purroy Mitchel unterstützte. Gleichzeitig begann sie ein tägliches, syndiziertes Editorial unter dem Titel As a Woman Sees It zu schreiben, für das sie unter anderem Leitartikel zum Ersten Weltkrieg und zu gemeinsamen Anstrengungen beider Geschlechter für eine bessere Welt schrieb. 1917 ging sie für die New York Evening Mail als Korrespondentin nach Russland, um über die Russische Revolution zu berichten. Ihre Artikel veröffentlichte sie in der New York Evening Mail, die die Berichte ihrer Korrespondentin regelmäßig auf die Titelseite nahm. Zu dieser Zeit gehörte sie zu den bestbezahlten Journalisten der Zeitung. Über ihre Beobachtungen und Erlebnisse in Russland verfasste Dorr das Buch Inside the Russian Revolution, eine der ersten Betrachtungen über die Russische Revolution in Buchform. Auch beeinflusste diese Reportagereise ihre politischen Ansichten; die bislang überzeugte Sozialistin kam angesichts der anarchischen Verhältnisse im revolutionären Russland zu der Ansicht, dass gesellschaftlicher Fortschritt eine stabile Wirtschaft und Demokratie nach amerikanischem Vorbild erfordert.
Noch im gleichen Jahr trat Dorr eine weitere Europareise an, diesmal nach Frankreich, wo sie von der Front des Ersten Weltkriegs über das Kampfgeschehen und das Alltagsleben der US-Soldaten berichtete. Gleichzeitig begleitete sie damit ihren Sohn, der als Teil der American Expeditionary Forces nach Frankreich versetzt worden war. Aus dieser Gegebenheit entstand Dorrs Buch A Soldier’s Mother in France (1918). Wenig später kündigte sie bei der New York Evening Mail, nachdem Edward Rumely als Herausgeber der Zeitung verhaftet worden war, weil er angeblich die Zeitung im Auftrag des Deutschen Kaiserreiches gekauft hatte. Auch in den 1920ern unternahm Dorr trotz gesundheitlicher Probleme weitere Reisen nach Europa, während derer sie unter anderem für den New York Herald Tribune über die kommunistischen Bewegungen in Bulgarien und Rumänien, den Dawes-Plan und den Aufstieg Benito Mussolinis berichtete. 1923 verfasste sie als Ghostwriterin die Autobiografie der russischen Hofdame Anna Alexandrowna Wyrubowa.

### Letzte Jahre
In ihrer letzten Schaffensphase in Amerika publizierte Dorr 1924 ihre Autobiografie A Woman of Fifty, in der sie sowohl über ihre berufliche Karriere als auch ihr Privatleben als geschiedene, alleinerziehende Mutter schrieb. 1928 verfasste sie eine Biografie der Suffragette Susan B. Anthony, die Anthonys Schaffen auch in die mittlerweile eingetretenen Erfolge der Suffragettenbewegung einbettete. Ein Jahr später veröffentlichte sie eine Schrift zur Prohibition mit dem Titel Drink: Coercion or Control?, in der sie sich für eine Kompromisslösung anstelle eines totalen Alkoholverbots einsetzte. 1936 verstarb ihr Sohn, mittlerweile ein Diplomat – ein Schicksalsschlag, der sie schwer traf. Ihr Gesundheitszustand verschlechterte sich. Nach einem Krankenhausaufenthalt in New York City zog sie zunächst in eine Pflegeeinrichtung im Bucks County in Pennsylvania, ehe sie ihre letzten Jahre in privater Pflege in New Britain verbrachte. Dort starb sie im August 1948 im Alter von 81 Jahren. Archivmaterial aus dem Nachlass Dorrs befindet sich heute verstreut in den Archiven der General Federation of Women’s Clubs in Washington, D.C., in der Newberry Library in Chicago und in der Library of Congress.

## Veröffentlichungen
Monografien
- mit Frances Knapp: The Thlinklets of Southeastern Alaska. Stone and Kimball, Chicago 1896.
- What Eight Million Women Want. Small, Maynard & Co., Boston 1910.
- Inside the Russian Revolution. Macmillan, New York 1917.
- A Soldier’s Mother in France. Bobbs-Merrill, Indianapolis 1918.
- A Woman of Fifty. Funk and Wagnalls, New York / London 1924.
- Susan B. Anthony: The Woman Who Changed the Mind of a Nation. Frederick A. Stokes, New York 1928.
- Drink: Coercion or Control? Frederick A. Stokes, New York 1929.

Als Ghostwriterin
- Emmeline Pankhurst: My Own Story. Eveleigh Nash, London 1914.
- Anna Alexandrowna Wyrubowa: Memories of the Russian Court Macmillan, New York 1923.